# フェビアン・レザ・パネ
フェビアン・レザ・パネ（Febian Reza Pane, 1961年1月31日 - ）は、東京都出身のピアニスト、作曲家、編曲家。東京藝術大学音楽学部作曲科卒業。株式会社アンフィビアン・ミュージック代表取締役（2007年 – 現在）。

## 人物・音楽性
1961年にインドネシア人の父と日本人の母の間に生まれる。東京芸術大学在学中から、佐藤允彦に才能を認められ共同で演奏活動を行う。西洋クラシック音楽の素養を生かしつつ、ジャズやボサノヴァ、父の出身国であるインドネシアのガムラン音楽など、世界の民族音楽の要素を独自の視点で取り入れたピアノスタイルを持つ。穏やかなメロディと柔らかで温かみのある演奏には定評があり、著名な音楽家のレコーディングでのセッションや数多くの編曲を手掛け、国内外のコンサートにもサポートメンバーとして参加。他にも舞台の音楽監督を務めるなど活動は多岐に亘っている。

## 主な音楽活動

### 1980年代
1985年、中西俊博のアルバム『SILENT ROMANCE』のレコーディングにピアニストとして参加。1986〜87年にかけて、クラシック音楽の名曲を中心に選曲されたカバー・アルバム集 ”ネオ・シック・シリーズ”（音楽の画廊）で、『海辺のサティ』ほか8枚をリリース。アルバムデビューを果たす。その後自身のソロ・ピアノによるクリスマス・ソング集『What are you doing Christmas eve?』をリリース、ピアニスト・編曲家として注目を集める。1987年には、その後長きに亘りサポートメンバーとして携わることとなる大貫妙子のアルバム『pure acoustic』の編曲とピアノ演奏を担当。

### 1990年代
1992年にディック・リー作のミュージカル『NAGRALAND（ナガランド）』で初めて音楽監督を務める。1995年に元JAGATARAのヤヒロトモヒロ、ベーシストの吉野弘志とのトリオで制作したアルバム『ガネーシャの夢』、1997年にはサックス奏者・宮野裕司との共作『プランタール』をリリース。

### 2000年代以降
2003年には個人レーベル ”Amphibian”（アンフィビアン）を立ち上げ、全曲オリジナル曲によるソロ・ピアノのアルバム4部作『地平線からの旅立ち - Departure from a horizon』『水平線への回帰 - Return to another horizon』『大地の肖像 - Portrait of Earth』『天空への礼賛 - Homage for the sky』 の制作を行う。
2009年10月から2010年9月までの約1年間、テレビ東京系列で放送された音楽番組『ミューズの晩餐』のラストコーナーに数多く出演し、ゲストの人生に影響を与えた思い出の音楽をピアノで演奏した。当番組の終了後は、同じくテレビ東京系列で放送された『100年の音楽』でも同様にピアノ演奏を披露し、2013年8月から2020年10月まで7年以上に亘り出演を続けた。
2012年には、BS日本の番組『2nd Life Train ニッポン列車異国紀行』メインテーマの作曲と演奏を担当。
ほか、全国各地で自身のコンサートを開催する以外にも、大貫妙子をはじめ、小野リサ、川井郁子ほか幅広いジャンルの音楽家のレコーディングやコンサートのサポート活動を行っており、久石譲、千住明といった作曲家兼音楽プロデューサーからの依頼によるCM曲や映画音楽などのレコーディングにも数多く参加。
近年では、中国古筝奏者の伍芳とのコラボレーション、中村善郎とのデュオとしてライブを開催するなど、他の音楽家と共同での活動を行う一方、東京都豊島区のライブハウス・大塚GRECOと千葉県柏市・Studio WUUの2か所で定期的にソロライブを行なう。また京都の寺院をテーマとした楽曲制作のほか、美術館や博物館で見た絵画や陶芸、国内各地の旅先の風景などから受けたインスピレーションを基にした演奏や創作活動に注力している。

## ディスコグラフィ

### アルバム
- ネオ・シック・シリーズ （音楽の画廊）[注 1] 1986〜87年
  - 『海辺のサティ／エリック・サティ作品集』
  - 『ラプソディー・イン・ブルー／ジョージ・ガーシュインに捧げる』　
  - 『スケッチ・オブ・スペイン』
  - 『巴里の空の下』
  - 『ラ・クンパルシータ／アルゼンチン・タンゴのすべて』
  - 『アルクイユの春／エリック・サティ作品第二集』
  - 『ジェラシー／コンチネンタル・タンゴのすべて』
  - 『ボサノバ・イン・ザ・トワイライト／アントニオ・カルロス・ジョビン作品集』
- 『エリック・サティ・ベスト・コレクション』 1987年
- 『What are you doing Christmas Eve？』 1987年（1996年再発売）
- 『Voicenesia』（ミュージカル「ナガランド」イメージアルバム）1992年
- 『ガネーシャの夢 - Dreams of Ganesha』（吉野弘志・ヤヒロトモヒロと共作）1995年
- 『プランタール』 1997年（宮野裕司と共作）
- 『海の幻想曲 - Ocean Fantasy』 1998年
- 『森の唄 - Forest Song Suite』 1999年
- 『Mimpi』 1999年
- 『Sweet Radiance - 甘美な光輝』 2001年
- 『地平線からの旅立ち - Departure from a horizon』 2003年
- 『水平線への回帰 - Return to another horizon』 2003年
- 『大地の肖像 - Portrait of Earth』 2004年
- 『天空への礼賛 - Homage for the sky』 2005年
- 『See you in the spring time』 2007年
- 『Piano de Bossa』[18] 2009年
- 『Divine Destiny』[19] 2018年
- 『南島望響 Studio WUU Live April 2022』[20]（配信限定） 2022年

### サウンドトラック
- 『さらば愛しき人よ オリジナル・サウンドトラック』 1987年

## 主なレコーディング参加作品
- アン・サリー - 『Voyage』『moon dance』
- 伍芳（ウー・ファン） - 『心声 -Voice of My Heart-』『冬牡丹』
- ウェイウェイ・ウー - 『シャンハイ・レッド』
- EPO - 『DANCE』『Soul Kitchen』
- 大貫妙子 - 『pure acoustic』『PURISSIMA』『東京日和』『ATTRACTION』
- 加藤登紀子 - 6枚組ベストアルバム『あなたに捧げる歌』Disc.6 故郷をうたう歌
- 金子飛鳥 - 『Betweenness』『Still』『Mother』
- 川井郁子 - 『川井郁子 at カーネギーホール 2008 〜新世界〜』『The Melody 〜100年の音楽〜』
- 来生たかお - 『Étranger』
- 纐纈歩美 - 『o pato(オ・パト)』
- コシミハル - 『Madame Crooner』『MOONRAY』
- クミコ - 『私の好きなシャンソン』『美しい時代のうた 〜クミコ コロムビア カヴァーズ〜』
- シャンティ・スナイダー - 『SHANTI SINGS BALLADS』
- 須川展也 - 『Sincerely for You』
- 鈴木重子 - 『Silent Stories』『LOVE』
- 手嶌葵 - 『The Rose 〜I Love Cinemas〜』
- 中西俊博 - 『SILENT ROMANCE』[21]
- 中村善郎 - 『ESQUINA／街角』『ME DIGA POR FAVOR／好きだと言って』
- 長谷川きよし - 『Acontece』
- 早坂紗知 - 『Double Rainbow』『ミラグロス 〜世界中の子供達に捧げる』
- 林正樹 - 『Lull』
- 久石譲 - 『崖の上のポニョ イメージアルバム』
- 松本俊明 - 『Pianoia』
- NHKスペシャル『ホットスポット 最後の楽園 season3』オリジナル・サウンドトラック[22]
- V.A.
  - 『ONSEN -朝の時間』[23]
  - 『ジョアン・ジルベルト・エテルノ』[24]
  - 『beautiful notes -300th anniversary of PIANO-』[25]

## コンサートなどの主な共演アーティスト
- 大貫妙子
- 尾島由郎[26]
- 小野リサ
- 金子飛鳥
- 川井郁子
- 桑山哲也
- コシミハル
- 坂田明
- 佐々木義生[27]
- 中村善郎
- 長谷川きよし
- 林正樹
- 三村奈々恵
- ヤヒロトモヒロ

## 番組出演
- ミューズの晩餐 My Song, My Life（テレビ東京・2009年10月 - 2010年9月）
- 100年の音楽[28]（テレビ東京・2013年8月 - 2020年10月）